# Aparammoecius topali
Aparammoecius topali är en skalbaggsart som beskrevs av Riccardo Pittino 1997. Aparammoecius topali ingår i släktet Aparammoecius och familjen Aphodiidae. Inga underarter finns listade i Catalogue of Life.